# Sport-Club Freiburg II 2021-2022
Questa voce raccoglie le informazioni riguardanti lo Sport-Club Freiburg II nelle competizioni ufficiali della stagione 2021-2022.

## Stagione
Nella stagione 2021-2022 il Friburgo II, allenato da Thomas Stamm, concluse il campionato di 3. Liga all'11º posto.

## Rosa
| N. |                          | Ruolo | Calciatore                |
| -- | ------------------------ | ----- | ------------------------- |
| 1  | Germania (bandiera)      | P     | Noah Atubolu              |
| 2  | Germania (bandiera)      | D     | Philipp Treu              |
| 3  | Germania (bandiera)      | D     | Jacob Engel               |
| 5  | Svizzera (bandiera)      | D     | André Barbosa             |
| 5  | Germania (bandiera)      | D     | Claudio Kammerknecht      |
| 6  | Germania (bandiera)      | D     | Sandrino Braun-Schumacher |
| 7  | Svizzera (bandiera)      | A     | Guillaume Furrer          |
| 8  | Germania (bandiera)      | C     | Enzo Leopold              |
| 9  | Paesi Bassi (bandiera)   | A     | Vincent Vermeij           |
| 11 | Germania (bandiera)      | C     | Raphael Assibey-Mensah    |
| 12 | Finlandia (bandiera)     | C     | Julius Tauriainen         |
| 13 | Corea del Sud (bandiera) | A     | Lee Ji-han                |
| 14 | Germania (bandiera)      | C     | Johannes Flum             |
| 15 | Germania (bandiera)      | A     | Lars Kehl                 |
| 16 | Germania (bandiera)      | D     | Max Rosenfelder           |
| 17 | Germania (bandiera)      | D     | Kimberly Ezekwem          |
| 17 | Germania (bandiera)      | D     | Lukas Kübler              |
| 18 | Germania (bandiera)      | C     | Yannik Engelhardt         |
| 19 | Svizzera (bandiera)      | A     | Nishan Burkart            |
| 20 | Germania (bandiera)      | D     | Kenneth Schmidt           |
| 21 | Germania (bandiera)      | D     | Maximilian Dietz          |

| N. |                     | Ruolo | Calciatore              |
| -- | ------------------- | ----- | ----------------------- |
| 22 | Belgio (bandiera)   | D     | Hugo Siquet             |
| 23 | Germania (bandiera) | A     | Emilio Kehrer           |
| 24 | Germania (bandiera) | A     | Nils Petersen           |
| 25 | Svizzera (bandiera) | P     | Lars Hunn               |
| 26 | Germania (bandiera) | A     | Noah Weißhaupt          |
| 28 | Germania (bandiera) | C     | Sascha Risch            |
| 29 | Germania (bandiera) | A     | Alexander Bazdrigiannis |
| 30 | Lettonia (bandiera) | A     | Daniels Ontužāns        |
| 31 | Germania (bandiera) | C     | Patrick Kammerbauer     |
| 32 | Germania (bandiera) | A     | Kevin Schade            |
| 33 | Francia (bandiera)  | D     | Kiliann Sildillia       |
| 34 | Francia (bandiera)  | D     | Jordy Makengo           |
| 35 | Germania (bandiera) | P     | Sebastian Mellack       |
| 37 | Germania (bandiera) | D     | Stefan Ilić             |
| 38 | Germania (bandiera) | C     | Mika Baur               |
| 39 | Germania (bandiera) | C     | Robert Wagner           |
| 40 | Germania (bandiera) | P     | Niklas Sauter           |
| 41 | Canada (bandiera)   | C     | Gabriel Pellegrino      |
| 42 | Italia (bandiera)   | A     | Amney Moutassime        |
| 45 | Germania (bandiera) | C     | Philip Fahrner          |

## Organigramma societario
Area tecnica
- Allenatore: Thomas Stamm
- Allenatore in seconda: Felix Roth, Uwe Staib
- Preparatore dei portieri: Michael Müller
- Preparatori atletici: Hubert Mahler

## Calciomercato

### Sessione estiva
| Acquisti | Acquisti                | Acquisti               | Acquisti |
| R.       | Nome                    | da                     | Modalità |
| -------- | ----------------------- | ---------------------- | -------- |
| C        | Raphael Assibey-Mensah  | Schott Magonza         |          |
| A        | Alexander Bazdrigiannis | Friburgo U19           |          |
| D        | Maximilian Dietz        | Friburgo U19           |          |
| C        | Yannik Engelhardt       | Werder Brema II        |          |
| D        | Stefan Ilić             | Friburgo U19           |          |
| C        | Patrick Kammerbauer     | Eintracht Braunschweig |          |
| A        | Lars Kehl               | Friburgo U19           |          |
| D        | Jordy Makengo           | Auxerre (CFA)          |          |
| P        | Sebastian Mellack       | Wolfsburg II           |          |
| A        | Daniels Ontužāns        | Bayern Monaco          |          |
| D        | Max Rosenfelder         | Friburgo U19           |          |
| A        | Vincent Vermeij         | Duisburg               |          |

| Cessioni | Cessioni          | Cessioni            | Cessioni |
| R.       | Nome              | a                   | Modalità |
| -------- | ----------------- | ------------------- | -------- |
| D        | Felix Bacher      | WSG Swarovski Tirol |          |
| C        | Carlo Boukhalfa   | Jahn Ratisbona      |          |
| C        | Konrad Faber      | Jahn Ratisbona      |          |
| C        | Luca Herrmann     | Dinamo Dresda       |          |
| C        | Yannik Keitel     | Friburgo            |          |
| C        | Kwon Chang-hoon   | Suwon Bluewings     |          |
| A        | Johannes Manske   | Altglienicke        |          |
| A        | Kevin Schade      | Friburgo            |          |
| P        | Bennet Schmidt    | Schweinfurt 05      |          |
| D        | Kiliann Sildillia | Friburgo            |          |
| C        | Lino Tempelmann   | Norimberga          |          |
| P        | Niclas Thiede     | Verl                |          |

### Sessione invernale
| Acquisti | Acquisti    | Acquisti       | Acquisti |
| R.       | Nome        | da             | Modalità |
| -------- | ----------- | -------------- | -------- |
| D        | Hugo Siquet | Standard Liegi |          |

| Cessioni | Cessioni | Cessioni | Cessioni |
| R.       | Nome     | a        | Modalità |
| -------- | -------- | -------- | -------- |

## Risultati

### 3. Liga

#### Girone di andata
| Friburgo in Brisgovia 26 luglio 2021, ore 19:00 CEST 1ª giornata | Friburgo II | 0 – 0 referto | Wehen Wiesbaden | Dreisamstadion (4 000 spett.)\| Arbitro: \| Braun \| |
| Arbitro:                                                         | Braun       |               |                 |                                                      |

| Magdeburgo 31 luglio 2021, ore 14:00 CEST 2ª giornata | Magdeburgo | 0 – 0 referto | Friburgo II | MDCC-Arena (13 644 spett.)\| Arbitro: \| Bauer \| |
| Arbitro:                                              | Bauer      |               |             |                                                   |

| Arbitro: | Haslberger |

|                 |           |                                                            |
| Schade 12’, 34’ | Marcatori | 14’ Pašalić 16’ Bornemann 22’ Tachie 59’ Taz 90’ Makreckis |

| Arbitro: | Reichel |

|                                       |           |  |
| Vrenezi 77’ Slišković 90’ Türpitz 90’ | Marcatori |  |

| Arbitro: | Erbst |

|                |           |  |
| Tauriainen 90’ | Marcatori |  |

| Arbitro: | Hussein |

|                                    |           |                   |
| Handle 8’ Risse 53’ (rig.) May 82’ | Marcatori | 17’ (rig.) Kehrer |

| Arbitro: | Fuchs |

|  |           |            |
|  | Marcatori | 33’ Krauße |

| Arbitro: | Kessel |

|  |           |             |
|  | Marcatori | 86’ Vermeij |

| Arbitro: | Benen |

|                               |           |  |
| Burkart 3’ (rig.) Vermeij 62’ | Marcatori |  |

| Zwickau 26 settembre 2021, ore 14:00 CEST 10ª giornata | Zwickau    | 0 – 0 referto | Friburgo II | GGZ Arena (3 377 spett.)\| Arbitro: \| Hanslbauer \| |
| Arbitro:                                               | Hanslbauer |               |             |                                                      |

| Arbitro: | Ballweg |

|               |           |              |
| Sildillia 83’ | Marcatori | 14’ Eberwein |

| Arbitro: | Winter |

|                                     |           |  |
| Götze 12’ Tomiak 48’ Wunderlich 62’ | Marcatori |  |

| Arbitro: | Hempel |

|                                             |           |                       |
| Ontužāns 16’ Engelhardt 37’ Rosenfelder 41’ | Marcatori | 20’ Petkov 59’ Putaro |

| Arbitro: | Alt |

|                                                           |           |  |
| Lex 17’, 58’ Mölders 42’ Greilinger 56’ Bär 70’ Goden 73’ | Marcatori |  |

| Arbitro: | Reichel |

|                        |           |              |
| Kehrer 23’ Vermeij 87’ | Marcatori | 66’ Rossipal |

| Friburgo in Brisgovia 20 novembre 2021, ore 14:00 CET 16ª giornata | Friburgo II | 0 – 0 referto | Havelse | Dreisamstadion (950 spett.)\| Arbitro: \| Bauer \| |
| Arbitro:                                                           | Bauer       |               |         |                                                    |

| Arbitro: | Stegemann |

|  |           |             |
|  | Marcatori | 33’ Vermeij |

| Arbitro: | Lechner |

|                    |           |  |
| Leopold 90’ (rig.) | Marcatori |  |

| Arbitro: | Speckner |

|           |           |  |
| Zeitz 44’ | Marcatori |  |

#### Girone di ritorno
| Arbitro: | Hempel |

|                              |           |  |
| Nilsson 21’ (rig.) Thiel 34’ | Marcatori |  |

| Arbitro: | Hanslbauer |

|                   |           |                                 |
| Baur 32’ Kehl 90’ | Marcatori | 20’ Ceka 70’ Obermair 75’ Condé |

| Arbitro: | Alt |

|           |           |                    |
| Tigges 5’ | Marcatori | 54’ (rig.) Leopold |

| Arbitro: | Glaser |

|                                                   |           |                        |
| Weißhaupt 23’, 90’ Leopold 85’ (rig.) Vermeij 90’ | Marcatori | 65’ Sorge 70’ Karweina |

| Arbitro: | Oldhafer |

|            |           |            |
| Becker 23’ | Marcatori | 13’ Wagner |

| Arbitro: | Bauer |

|         |           |                   |
| Kehl 5’ | Marcatori | 54’ (rig.) Handle |

| Arbitro: | Ittrich |

|              |           |               |
| Multhaup 29’ | Marcatori | 23’ Weißhaupt |

| Arbitro: | Hanslbauer |

|                         |           |  |
| Wagner 10’ Ontužāns 90’ | Marcatori |  |

| Arbitro: | Benen |

|  |           |                         |
|  | Marcatori | 33’ (rig.), 56’ Vermeij |

| Arbitro: | Stegemann |

|            |           |  |
| Vermeij 4’ | Marcatori |  |

| Arbitro: | Speckner |

|          |           |  |
| Huth 59’ | Marcatori |  |

| Friburgo in Brisgovia 19 marzo 2022, ore 14:00 CET 31ª giornata | Friburgo II | 0 – 0 referto | Kaiserslautern | Dreisamstadion (9 000 spett.)\| Arbitro: \| Haslberger \| |
| Arbitro:                                                        | Haslberger  |               |                |                                                           |

| Arbitro: | Bokop |

|                                     |           |           |
| Berlinski 21’ Putaro 44’ Corboz 47’ | Marcatori | 8’ Kehrer |

| Arbitro: | Winter |

|            |           |                             |
| Kehrer 38’ | Marcatori | 16’ Neudecker 32’ Deichmann |

| Arbitro: | Cortus |

|  |           |             |
|  | Marcatori | 37’ Vermeij |

| Arbitro: | Hildenbrand |

|            |           |  |
| Froese 28’ | Marcatori |  |

| Arbitro: | Alt |

|                                        |           |                  |
| Vermeij 7’, 59’ Siquet 54’ Burkart 90’ | Marcatori | 45’ (rig.) Klaas |

| Arbitro: | Oldhafer |

|                |           |  |
| Stoppelkamp 5’ | Marcatori |  |

| Arbitro: | Glaser |

|                 |           |           |
| Flum 19’ (rig.) | Marcatori | 79’ Jacob |

## Statistiche

### Statistiche di squadra
| Competizione | Punti | In casa | In casa | In casa | In casa | In casa | In casa | In trasferta | In trasferta | In trasferta | In trasferta | In trasferta | In trasferta | Totale | Totale | Totale | Totale | Totale | Totale | DR |
| Competizione | Punti | G       | V       | N       | P       | Gf      | Gs      | G            | V            | N            | P            | Gf           | Gs           | G      | V      | N      | P      | Gf     | Gs     | DR |
| ------------ | ----- | ------- | ------- | ------- | ------- | ------- | ------- | ------------ | ------------ | ------------ | ------------ | ------------ | ------------ | ------ | ------ | ------ | ------ | ------ | ------ | -- |
| 3. Liga      | 47    | 18      | 8       | 6       | 4       | 24      | 18      | 18           | 4            | 5            | 9            | 10           | 24           | 36     | 12     | 11     | 13     | 34     | 42     | -8 |
| Totale       | 47    | 18      | 8       | 6       | 4       | 24      | 18      | 18           | 4            | 5            | 9            | 10           | 24           | 36     | 12     | 11     | 13     | 34     | 42     | -8 |

### Andamento in campionato
| Giornata  | 1 | 2  | 3  | 4  | 5  | 6  | 7  | 8  | 9  | 10 | 11 | 12 | 13 | 14 | 15 | 16 | 17 | 18 | 19 | 20 | 21 | 22 | 23 | 24 | 25 | 26 | 27 | 28 | 29 | 30 | 31 | 32 | 33 | 34 | 35 | 36 | 37 | 38 |
| --------- | - | -- | -- | -- | -- | -- | -- | -- | -- | -- | -- | -- | -- | -- | -- | -- | -- | -- | -- | -- | -- | -- | -- | -- | -- | -- | -- | -- | -- | -- | -- | -- | -- | -- | -- | -- | -- | -- |
| Luogo     | C | T  | C  | T  | C  | T  | C  | T  | C  | T  | C  | T  | C  | T  | C  | C  | T  | C  | T  | T  | C  | T  | C  | T  | C  | T  | C  | T  | C  | T  | C  | T  | C  | T  | T  | C  | T  | C  |
| Risultato | N | N  | P  |    | V  | P  | P  | V  | V  | N  | N  | P  | V  | P  | V  | N  | V  | V  | P  | P  | P  | N  |    | N  | N  | N  | V  | V  | V  | P  | N  | P  | P  | V  | P  | V  | P  | N  |
| Posizione | 8 | 11 | 15 | 17 | 14 | 15 | 16 | 14 | 12 | 12 | 12 | 14 | 13 | 15 | 12 | 13 | 10 | 9  | 10 | 11 | 11 | 12 | 12 | 12 | 12 | 12 | 12 | 11 | 10 | 10 | 10 | 10 | 11 | 11 | 11 | 10 | 10 | 11 |

Legenda:

Luogo: C = Casa; T = Trasferta. Risultato: V = Vittoria; N = Pareggio; P = Sconfitta.

### Statistiche dei giocatori
| R. Assibey-Mensah   | 8  | 0  | 0 | 0 |
| N. Atubolu          | 31 | 0  | 1 | 0 |
| A. Barbosa          | 10 | 0  | 2 | 0 |
| M. Baur             | 10 | 1  | 3 | 0 |
| A. Bazdrigiannis    | 5  | 0  | 0 | 0 |
| S. Braun-Schumacher | 32 | 0  | 7 | 1 |
| N. Burkart          | 17 | 2  | 1 | 0 |
| M. Dietz            | 2  | 0  | 0 | 0 |
| J. Engel            | 2  | 0  | 0 | 0 |
| Y. Engelhardt       | 29 | 1  | 8 | 0 |
| K. Ezekwem          | 14 | 0  | 2 | 0 |
| P. Fahrner          | 4  | 0  | 0 | 0 |
| J. Flum             | 16 | 1  | 0 | 0 |
| G. Furrer           | 12 | 0  | 2 | 0 |
| L. Hunn             | 1  | 0  | 0 | 0 |
| S. Ilić             | 1  | 0  | 0 | 0 |
| P. Kammerbauer      | 33 | 0  | 5 | 0 |
| C. Kammerknecht     | 23 | 0  | 5 | 0 |
| L. Kehl             | 30 | 2  | 4 | 0 |
| E. Kehrer           | 30 | 4  | 4 | 0 |
| L. Kübler           | 0  | 0  | 0 | 0 |
| J. Lee              | 5  | 0  | 0 | 0 |
| E. Leopold          | 24 | 3  | 2 | 0 |
| J. Makengo          | 5  | 0  | 1 | 0 |
| S. Mellack          | 0  | 0  | 0 | 0 |
| A. Moutassime       | 1  | 0  | 0 | 0 |
| D. Ontužāns         | 22 | 2  | 1 | 0 |
| G. Pellegrino       | 0  | 0  | 0 | 0 |
| N. Petersen         | 1  | 0  | 0 | 0 |
| S. Risch            | 28 | 0  | 3 | 1 |
| M. Rosenfelder      | 19 | 1  | 1 | 0 |
| N. Sauter           | 5  | 0  | 0 | 0 |
| K. Schade           | 1  | 2  | 0 | 0 |
| K. Schlotterbeck    | 1  | 0  | 1 | 0 |
| J. Schmid           | 1  | 0  | 0 | 0 |
| K. Schmidt          | 28 | 0  | 3 | 0 |
| K. Sildillia        | 16 | 1  | 5 | 0 |
| H. Siquet           | 4  | 1  | 2 | 0 |
| J. Tauriainen       | 28 | 1  | 2 | 0 |
| P. Treu             | 27 | 0  | 2 | 0 |
| B. Uphoff           | 1  | 0  | 0 | 0 |
| V. Vermeij          | 28 | 11 | 2 | 0 |
| R. Wagner           | 27 | 2  | 8 | 0 |
| N. Weißhaupt        | 11 | 3  | 0 | 0 |